# حصار دمشق 1148
وقع حصار دمشق على مدى أربعة أيام في يوليو 1148ميلادي، 534 هجري وبدأ باجتماع الجيوش الصليبية في طبريا لتنطلق في منتصف يوليو عابرةً الجليل إلى بانياس لتصل إلى غوطة دمشق وتعسكر فيها في 24 يوليو ليبدأ حصار دمشق.

## خلفية
نظراً لعلاقة التحالف بين معين الدين أنر والصليببيين، فإنه لم يتوقع أن تتوجه الحملة إلى دمشق. وما أن أدرك أن الحملة متجهةً إليه أرسل الرسل إلى حلب لطلب المساعدة من نور الدين زنكي وإلى الموصل لسيف الدين غازي. ليرسل كلاهما جيشين ويلتقيان في حمص لاحقاً.

## الحصار
بدأ الصليبيون معسكرهم على بعد 13 كم جنوب دمشق لينطلقوا شمالاً حيث حاول الجيش الدمشق منعهم، لكن الجيش الدمشقي أجبر على الاندحار إلى وراء الأسوار، لتبدأ عمليات كر وفر في غوطة دمشق، مما دفع جيوش الصليبية بإرسال جيش بيت المقدس للقيام بعمليات لتطهير الغوطة. وما أن انتهى اليوم حتى أصبحت الغوطة الجنوبية تحت سيطرة الصليبيين. وفي اليوم الثاني تقدم كونراد إلى الربوة ومنطقة المزة، إلا أن التعزيززات التي طلبها أنر كانت تتدفق عبر بوابات دمشق الشمالية ونجحوا في صد الهجوم، وشن هجمات متتالية. ليقرر الصليبين بعد بضرب معسكرهم شرق مدينة دمشق. ليتحرك الجيش في يوم 27 يوليو إلى شرق المدينة وكان هذا القرار بمثابة كارثة على الصليبيين نظراً، حيث أن هذه المنطقة فقيرة بالمياه إضافة إلى أن أقوى تحصينات دمشق تقع في الجانب الشرقي. وقد تكرر فيما بعد في صفوف الصليبين بأنهم تعرضوا لخيانة من قبل أمراء بيت المقدس لقاء رشوة من معين الدين أنر. بدأت الخلافات تدب في المعسكر الصليبي حول مستقبل دمشق بعد السيطرة عليها. ففي حين رأت مملكة بيت المقدس ان تكون دمشق تابعة للمملكة، رأى ملوك أوروبا أن تكون مستقلة مثل إمارة طرابلس. وفي نفس الوقت كانت جيوش الزنكيين وصلت حمص. ليبدأ معين الدين بمفاوضة الصليبين مخيفاً أياهم بأنه في حال عدم انسحابهم من دمشق فإنه سيسلمها لنور الدين. وأنه سيعطيهم بانياس كتعويض.

## بعد الحصار
عم الجدل في اوساط الصليبيين وصارت الضغوط على لويس السابع وكونراد بالانسحاب واللذان لم يستطيعا إكمال الحملة بدون وجود الصليبيين المحليين، لتهدم معسكرات الصليبيين في 28 يوليو وتبدأ رحلة العودة إلى بيت المقدس، وتتعرض جنودهم لغارات كثيرة بالسهام.